# Crisis mapping
La locuzione inglese crisis mapping individua l'attività tesa alla raccolta, visualizzazione ed analisi in tempo reale dei dati durante eventi di crisi dovuti a cause di natura diversa, attività che può fare riferimento ad un contesto sia nazionale che internazionale.

## Storia
La maggior parte dei Crisismappers sono volontari (anche volontari online). Molti hanno iniziato l'attività dopo che il terremoto di Haiti del 2010 causò la morte ed il ferimento di centinaia di migliaia di persone lasciando case ed infrastrutture gravemente danneggiate.
Molti volontari si unirono per fornire aiuto con la realizzazione di risposte sotto forma di dati e con lo sviluppo di nuovi strumenti per la gestione dell'informazione utile sia ai Crisismappers stessi che ai rispondenti della crisi operativi sul campo.

## Attività
La loro attività spazia a seconda delle situazioni e del contesto come episodi di disastri ambientali, terremoti, emergenze umanitarie, ecc; ove generalmente un gran numero di persone è in potenziale pericolo e la gestione ottimale dei dati può essere di supporto a loro e alle persone che li assistono (volontari, personale di enti pubblici interessati dagli eventi di crisi ecc.)
Essi svolgono la loro attività in associazioni (ad es. Organizzazione non governativa) o anche accogliendo e fornendo dati online, sia a coloro che operano per portare aiuto sia a coloro direttamente coinvolti dai disastri. Sono di solito volontari (anche online), molti di loro sono figure professionali specializzate sia nella raccolta che nella creazione di mappe e nell'analisi di dati.
I Crisismappers lavorano anche mediante lo sviluppo dei dati, incluso i big data per: sviluppare, raccogliere e distribuire l'informazione di rilievo dai flussi dei dati reperibili via Twitter, blogs, siti web e dataset.